# Prysznic (żonglerka)
Prysznic to trik żonglerski dla 3 lub większej liczby piłek. Jest to jeden z pierwszych (po kaskadzie), jakich uczą się początkujący. Daje złudzenie podrzucania przedmiotów w kółko. Najczęściej używanymi przedmiotami są piłki i woreczki z fasolą. 
W siteswap występują dwa rodzaje prysznica: synchroniczny i asynchroniczny.